# Cmentarz żydowski w Zieleniu
Cmentarz żydowski w Zieleniu – kirkut społeczności żydowskiej niegdyś zamieszkującej Zieleń. Nie wiadomo kiedy dokładnie został założony. Miał powierzchnię 0,17 ha. Nie zachowały się na nim żadne macewy. Został zniszczony przypuszczalnie podczas II wojny światowej.